# Lisičići
Lisičići är en ort i Bosnien och Hercegovina.   Den ligger i entiteten Federationen Bosnien och Hercegovina, i den centrala delen av landet, 40 km väster om huvudstaden Sarajevo. Lisičići ligger 306 meter över havet och antalet invånare är 194. Den ligger vid sjön Jablaničko Jezero.
Terrängen runt Lisičići är kuperad åt nordost, men åt sydväst är den bergig. Lisičići ligger nere i en dal.Närmaste större samhälle är Konjic, 7,9 km sydost om Lisičići. 
I omgivningarna runt Lisičići växer i huvudsak blandskog. Runt Lisičići är det ganska tätbefolkat, med 93 invånare per kvadratkilometer.